# Hexagon (azienda)
Hexagon AB è una società svedese con sede a Stoccolma che si occupa di automazione, tecnica delle misurazioni.

## Storia
Hexagon AB venne fondata nel 1975 con interessi nella tecnologia delle misurazioni e nella geoanalisi.

## Aziende possedute

### Geoanalisi
- Agatec, laser
- AGL, macchine per misurazione
- Cable Detection (UK), geoanalisi
- GeoMax, sensori e strumenti
- IDS GeoRadar (Italia), software e sistemi radar
- Leica Geosystems (Svizzera), sistemi di misura per geoanalisi
- MIKROFYN, laser per agricoltura
- PREXISO (Svizzera), laser per misurazioni
- QBL (Germania), laser
- SBG (Svezia), automazione
- Viewserve (Svezia), Fleet control application

### Metrologia
Hexagon Metrology è una divisione della Hexagon AB. Appartengono le seguenti aziende:
- Brown & Sharpe
- Leitz, solo strumenti di misura
- Cognitens
- DEA
- Leica Geosystems (Metrology Division)
- NEXTSENSE GmbH (Austria)
- Hexagon Metrology PTS GmbH
- m&h Inprocess Messtechnik
- Optiv
- PC-DMIS
- QUINDOS
- ROMER
- Apodius GmbH
- AICON 3D Systems GmbH
- TESA

### Software
- ERDAS (USA)
- Vero Software
- Dp Technology
- Intergraph
- NovAtel per (GNSS).
- Bricsys NV per CAD e BIM (BricsCAD).[2]

### Altro
- EBP – European Body Panels (EBP)
- SwePart Transmission
- Aibotix